# StatServ
StatServ, in molte reti IRC come Azzurra, è un servizio che si occupa di fornirci delle statistiche relative a un canale del network.
Può fornici informazioni relative al traffico di utenti e ai messaggi inviati. Può fornirci i nickname degli utenti più attivi, oppure la percentuale di messaggi scambiati in una data fascia oraria, così come quelli relativi ai kick e ai ban.
Per inviare un comando è sufficiente digitare /msg StatServ nomecomando

## Utilizzo
L'unica operazione possibile è ChanServ, che fornisce, ad un operatore del canale, tutte le statistiche relative allo stesso.

## Altre informazioni
Per l'elenco dei comandi e la sintassi di SeenServ digitate /ss help o /msg SeenServ help
Nei canali coperti dal servizio di StatServ, comparirà un bot dal nome ChanServ.